# Серђу Челибидаке
Серђу Челибидаке (рум. Sergiu Celibidache; Јаши, 28. јун 1912 — Невил сир Есон, 14. август 1996) је био румунски диригент.

## Биографија
Рођен је у граду Јаши у Румунији, студирао је математику, филозофију и музику у Букурешту и касније у Паризу. Од 1945. до 1952. године је главни диригент берлинске филхармоније. Радио је са радио оркестром у Стокхолму, Штутгарту и Паризу. Од 1979. године до смрти, био је директор минхенске филхармоније. Много је труда улагао у наставни рад и предавао је на универзитету у Мајнцу.

## Каријера
Велик утицај на њега је извршио Мартин Стајнке, који га је упознао са будизмом, што је утицало на Челибидакеа до краја живота и огледало се у његовом односу према музици. Одбијао је да његови концерти буду снимани и издавани, и једино је пристајао када би оркестар имао финансијских проблема. Сматрао је да је сваки концерт непоновљив и да зависи и од окружења у ком се изводи, па се самим тим не може касније у целости репродуковати. Истицање непоновљивости је у складу са принципом јапанског будизма „ичи го - ичи е“ (буквални превод: „једно време - један састанак“, са значењем да је свако искуство другачије и непоновљиво).
Његове пробе су трајале вишеструко дуже него код осталих диригената, што је често доводило до немогућности рада са већим оркестрима. Једна од његових најпознатијих карктеристика је спор темпо већине његових извођења (на пример, Брукнерова осма симфонија траје 105 минута у његовом извођењу, наспрам 77 минута код Данијела Баренбојма или 76 минута код Еугена Јохума).

## Значајнија дискографија
Већина материјала која је данас објављена је објављена постхумно, уз сагласност његове породице. Значајнија издања су симфонијски циклуси Брамса, Бетовена, Брукнера, као и Моцартов, Вердијев и Фаурев Реквијем.